# توبياس إيرلر
توبياس إيرلر (بالألمانية: Tobias Erler)‏ (و. 1979  م) هو راكب دراجة هوائية ألماني، ولد في ألمانيا.

## روابط خارجية
- توبياس إيرلر على موقع أرشيف الدراجات (الإنجليزية)
- توبياس إيرلر على موقع إحصائيات الدراجات الإحترافية (الإنجليزية)
- توبياس إيرلر على موقع نسبة الدراجات (الإنجليزية)